# 치비텔라인발디키아나
치비텔라인발디키아나 (Civitella in Val di Chiana) 이탈리아 토스카나주의 아레초도에 위치한 코무네다. 영토 전체를 다스리기 위한 전략적 지점에 배치되었던 랑고바르드족의 6-7세기 중부 이탈리아에 있었던 요새 체계가 잘 보존된 곳 중 하나이다. 군사 정착지 특유의 타원형 구조는 여전히 마을 성벽의 배치에서 확인할 수 있다.

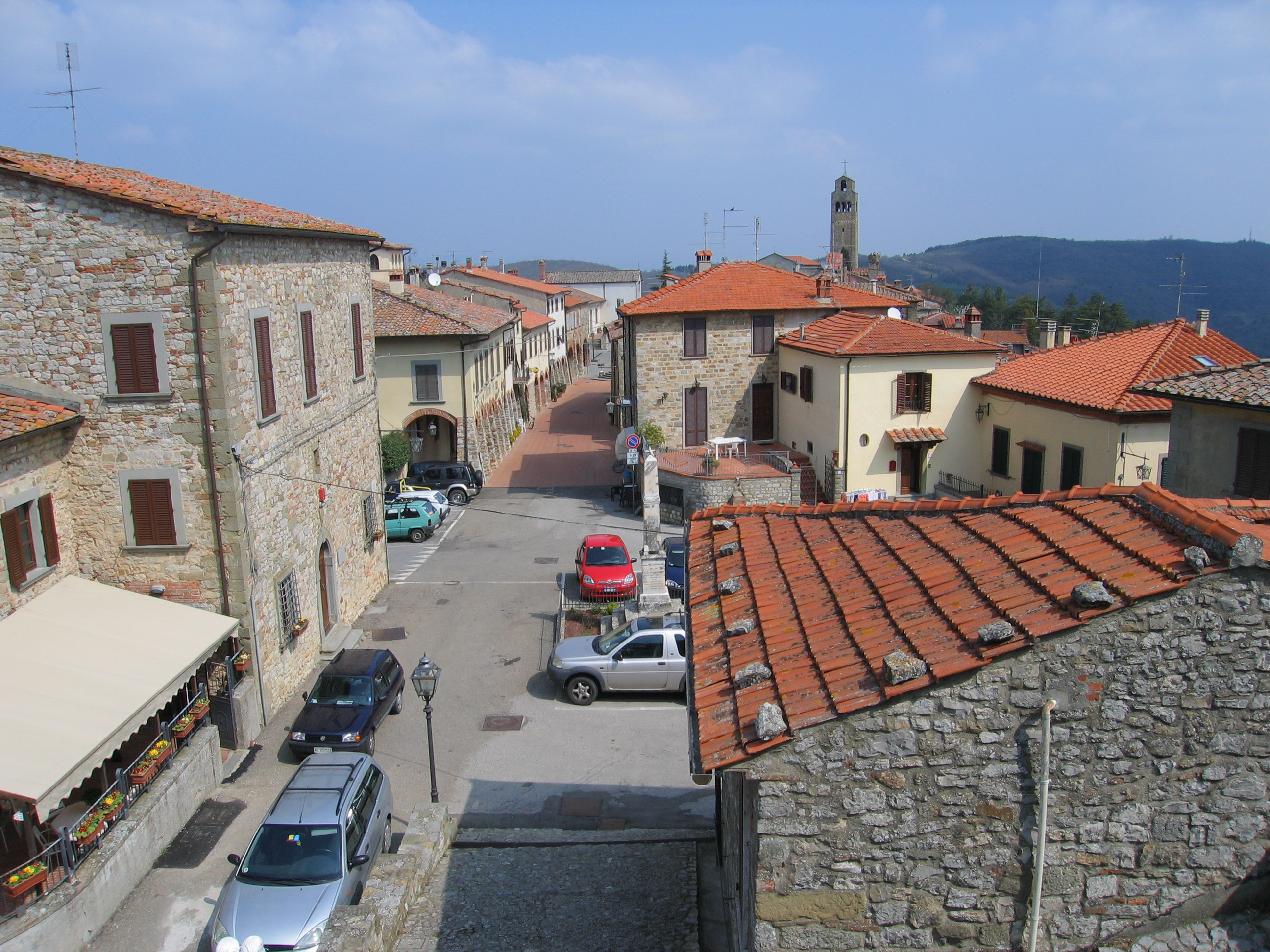
성에서 바라본 치비텔라인발디키아나

## 역사
로마 시대 때 이미 사람이 거주하고 있었던 이곳에 6세기에 이르러 랑고바르드족이 차지하여 요새화를 시켰다. 11세기에 아레초 주교의 영지가 되었고, '치비텔라 델 베스코보' (Civitella del Vescovo, 작은 주교의 도시)로 개명되었다. 단테 알리기에리가 인용하고 아레초와 시에나 간 분쟁으로 일어난 피에베 알 토포 (Pieve al Toppo) 전투 이후 도시가 파괴되었다. 캄팔디노 (1289년)에서 아레초가 패하고 나서, 피렌체에 합병되었다. 1311년 아레초가 이곳을 되찾아, 1348년까지 보유하다가 피렌체의 포데스타 소유로 남아 있었다. 치비텔라는 아레초 계곡에서 가장 아름다운 경관 중 하나를 자랑한다.
1944년 6월 29일, 치비텔라의 시민 244명은 파르티잔에 의해 독일군 두 명이 전사한 것에 대한 보복으로서 제1강하기갑사단 헤르만 괴링 부대 병사들에게 학살당하였다. 1963년, 도시는 민간 공로에 대한 금장상을 수여받았다. Helga Elmqvist (스웨덴인) 및 Giovanni Cau에 대한 Enzo Gradassi의 저서가 이 학살로 이어진 옛 사건들을 전하고 있다.
시의회는 또한 추모의 방을 만들기도 했다.
2006년 10월 10일, SS의 Max Josef Milde가 치비탈레 학살과 관련하여 라스페치아의 이탈리아 군사 법원에 기소되었다. 2008년 10월, 이탈리아의 파기원은 독일이 이 학살의 피해자 203명에게 백만 달러를 지불해야 한다는 판결을 내렸다. 한편, 국제사법재판소는 이후에 이탈리아가 독일의 국가면제권을 존중하여 해당 판결을 무효로 해야한다는 판결을 내렸다.
치비텔라의 공동묘지는 스코틀랜드의 작가 뮤리엘 스파크가 안치된 곳이다.

## 주요 관광지
- 성 - 1048년에 세워졌고 두꺼운 성벽에 둘러싸여 있다. 제2차세계대전 독일군의 본부로 쓰였고, 1944년 연합군의 폭력으로 파괴되었다. 그 이후로 복원된 적은 없다.
- 프레토리오 궁 (14세기)
- 산타 마리아 아순타 교회 (11세기) - 1252년에 로마네스크 양식으로 마무리 되었다. 1765년에 복원 및 1875년에 증축이 이뤄졌다. 1934년에 양쪽에 있던 두 개의 작은 측랑이 추가되었다가 1944년 공습으로 인한 파괴 이후, 재건되었다.[4]

## 국제 관계

### 자매 도시
치비텔라인발디키아나는 다음과 자매 도시 관계에 있다:
- 독일 켐펠바흐
- 사하라 아랍 민주 공화국 Ain Beda